# Записки юного врача
«Записки юного врача» — цикл рассказов Михаила Булгакова, опубликованных в 1925—1926 годах в журналах «Медицинский работник» и «Красная панорама». В цикл входят рассказы «Полотенце с петухом», «Стальное горло», «Крещение поворотом», «Вьюга», «Тьма египетская», «Пропавший глаз», «Звёздная сыпь».

## Состав цикла
Всего в цикл входят семь рассказов. Три из них в первой публикации имеют подзаголовок либо подстрочное примечание «Записки юного врача». В сноске к «Полотенцу с петухом» указано: «Из книги „Записки юного врача“», в сноске к «Тьме египетской» — «Из готовящейся к изданию книги „Записки юного врача“». В «Стальном горле» подзаголовок: «Рассказ юного врача». «Звёздная сыпь» опубликована без подзаголовков и подстрочных примечаний.
Впервые цикл в составе шести рассказов был опубликован благодаря Е. С. Булгаковой в 1963 году (Библиотека «Огонька», № 23). Рассказ «Звёздная сыпь» переиздан в 1981 году, будучи подготовлен к публикации литературоведом Лидией Яновской; в комментарии Лидия Яновская высказала предположение о принадлежности рассказа к «Запискам юного врача», ставшее вскоре общепринятым. В публикации 1963 г. заглавие «Стальное горло» было заменено на «Серебряное горло», имелись искажения текста, купюры. Датировка событий также была изменена: вместо булгаковского 1917 года везде стоял 1916. Сделано это было, возможно, из-за цензуры и из-за желания издателей сблизить время действия рассказов со временем работы самого Булгакова в селе Никольском (Сычёвский уезд Смоленской губернии), где он занимал должность земского врача. Порядок расположения рассказов следовал хронологии описанных в них событий.
В 1927 году Булгаков опубликовал рассказ «Морфий». По тематике он отчасти примыкает к «Запискам юного врача», но большинство исследователей отрицает его принадлежность к циклу из-за множества отличий (как в содержании, так и просто в форме) и отсутствия каких-либо указаний на принадлежность его к «Запискам».